# Gesualdo Nicola Loschirico
Gesualdo Nicola Loschirico (Cardinale, 2 novembre 1823 – Matera, 30 marzo 1890) è stato un arcivescovo cattolico italiano appartenente all'Ordine dei frati minori cappuccini.

## Biografia
Nacque a Cardinale il 2 novembre 1823 e ricevette l'ordine sacro nei frati cappuccini il 19 dicembre 1846. Dal 1869 divenne provinciale dei cappuccini.
Il 12 maggio 1879 fu nominato vescovo di Gallipoli da papa Leone XIII; ricevette la consacrazione episcopale il 22 maggio 1879 per l'imposizione delle mani di Raffaele Monaco La Valletta, cardinale presbitero di Santa Croce in Gerusalemme.
Il 27 febbraio 1880 fu nominato arcivescovo metropolita di Acerenza ed arcivescovo di Matera.
Morì a Matera il 30 marzo 1890.

## Genealogia episcopale
La genealogia episcopale è:
- Cardinale Scipione Rebiba
- Cardinale Giulio Antonio Santori
- Cardinale Girolamo Bernerio, O.P.
- Arcivescovo Galeazzo Sanvitale
- Cardinale Ludovico Ludovisi
- Cardinale Luigi Caetani
- Cardinale Ulderico Carpegna
- Cardinale Paluzzo Paluzzi Altieri degli Albertoni
- Papa Benedetto XIII
- Papa Benedetto XIV
- Cardinale Enrico Enriquez
- Arcivescovo Manuel Quintano Bonifaz
- Cardinale Buenaventura Córdoba Espinosa de la Cerda
- Cardinale Giuseppe Maria Doria Pamphilj
- Papa Pio VIII
- Papa Pio IX
- Cardinale Raffaele Monaco La Valletta
- Arcivescovo Gesualdo Nicola Loschirico, O.F.M.Cap.